# 鲍勃·休伊特
鲍勃·休伊特（英語：Bob Hewitt，1940年1月12日—），南非男子网球运动员。他曾获得法国网球公开赛男子双打冠军、混合双打冠军、温布尔登网球锦标赛男子双打冠军、混合双打冠军、美国网球公开赛男子双打冠军、混合双打冠军。